# バイコロジー

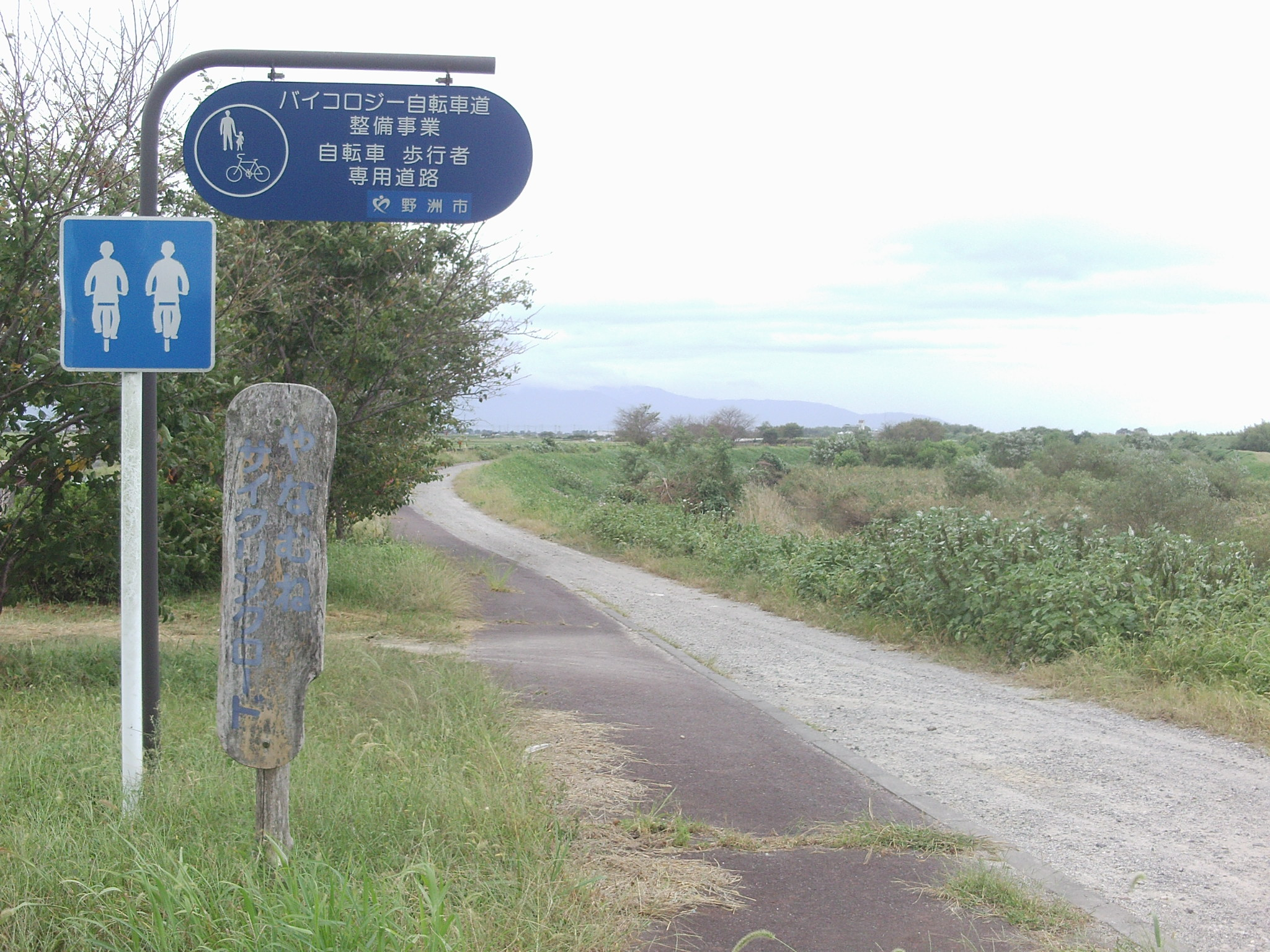
家棟川沿いに整備された並進可のバイコロジー自転車道（やなむねサイクリングロード）。

バイコロジー (英語: bikecology) は、bike（バイク＝自転車）とecology（エコロジー）を合成した造語で、運転時に排出ガスを発生させない自転車を利用することで大気汚染などの公害を防ごうという社会運動である。1971年にアメリカ合衆国で提唱された。
似た単語にバイコロジー(bicology)というものがある。これは、bicycle（バイシクル＝自転車）とecology（エコロジー）を合成した造語で、このふたつは混同されることが多い。一部では｢自電車社会(自らのエネルギーによる移動を推進するという意)｣という造語もある。

## 概要
1971年春、世界的に公害が問題化する中、アメリカ・カリフォルニア州サンタバーバラの一青年が提唱し、モータリゼーションへのアンチテーゼ、現代社会に反省を迫る運動として注目を集め、アメリカ国外へも波及した。
日本では1972年に日本自転車普及協会など自転車関連団体を中心とした公益団体が「バイコロジーをすすめる会」を設立した。バイコロジーは、無公害で省資源の自転車を「安全かつ快適に利用できる環境づくりを進めることで、自然豊かで、人間味あふれる社会の構築を図ること」と位置づけられた。自転車キャンペーンのテーマとして取り上げられ定着したこともあり、自転車普及運動ととらえられる面もあった。この頃、自転車の生産・出荷は急増し、1973年にはオイルショックが起こったことによりピークを迎える。ニュータウンや集合住宅の出現により住環境が変化し、重量物を運ぶことを主な目的とした実用車から、それまであまり自転車に乗らなかった女性でも気軽に乗れるミニサイクルを中心としたシティサイクルへと自転車の主役が代わる過程とも重なっていた。
アメリカ国内では、急進化した論調が地方行政に受け入れられず、有意義な改革をなしえずに終わってしまったという。欧米諸国では1990年代に再び環境面・健康面から自転車が見直され、各種の自転車施策が策定されることとなる。

## 近年におけるバイコロジー
近年、自動車による公害問題が解決に向かうにつれ、バイコロジーの概念は死語となりつつあるが、安全な自転車利用などの啓発と併せて一部の自治体により推進される動きもみられる。